# فرد اندروز
فرد اندروز (بالإنجليزية: Fred Andrews)‏ هو لاعب كرة قاعدة أمريكي، ولد في 4 مايو 1952 في لافاييت في الولايات المتحدة.

## وصلات خارجية
- فرد اندروز على موقع دوري كرة القاعدة الرئيسي (الإنجليزية)
- فرد اندروز على موقعبيزبول رفرنس.كوم (الدوري الرئيسي) (الإنجليزية)
- فرد اندروز على موقعبيزبول رفرنس.كوم (الدوري الثانوي) (الإنجليزية)
- فرد اندروز على موقع إي إس بي إن.كوم (أم.أل.بي) (الإنجليزية)
- فرد اندروز على موقع مشجعي الرسوم البيانية (الإنجليزية)